# Vista, Kalifornien
Vista är en stad (city) i San Diego County, i delstaten Kalifornien, USA. Enligt United States Census Bureau har staden en folkmängd på 95 204 invånare (2011) och en landarea på 48,4 km².